# Bernhard Minetti
Bernhard Minetti (26 de enero de 1905 - 12 de octubre de 1998) fue un actor teatral, cinematográfico y televisivo alemán.

## Biografía
Su nombre completo era Bernhard Theodor Henry Minetti, y nació en Kiel, Alemania, formando parte de una familia de origen italiano que había emigrado a Alemania desde Italia en el siglo XIX. En su formación figura estudios de germanística y de teatro llevados a cabo en Múnich. En esta ciudad pudo conocer las representaciones del Teatro de Cámara de Múnich bajo la dirección de Hermine Körner, así como el trabajo del director Hans Schweikart. Fue en esa época, entre 1923 y 1925, cuando se desarrolló su deseo de convertirse en actor.
Cuando el director del Berliner Staatstheaters, Leopold Jessner, anunció la reapertura de una escuela teatral, Minetti fue aceptado. Con Jessner como mentor, a Minetti se le abrían múltiples oportunidades. Pero antes debía actuar en provincias. Así, desde 1927 a 1930 desempeñó numerosos papeles en el Gera (bajo dirección de Walter Bruno Iltz) y en Darmstadt. Desde 1930 hasta el final de la Segunda Guerra Mundial en 1945 trabajó en el Konzerthaus Berlin. Bajo la dirección de Jürgen Fehling y Gustaf Gründgens, y con actores como Werner Krauß y Käthe Gold hizo grandes papeles del clasicismo de Weimar, siendo uno de los actores teatrales más importantes del Berlín de los años 1930.
Minetti no estaba muy interesado por el cine. Sin embargo, en 1931 participó en una adaptación para la pantalla de la novela de Alfred Döblin Berlin Alexanderplatz, en la que actuó con Heinrich George. Además, Minetti fue incluido en la lista de los actores necesarios para la producción cinematográfica. Con motivo del cumpleaños de Hitler, el 20 de abril de 1933 actuó en el estreno mundial de la obra de Hanns Johst Schlageter. Dos años después actuó en una pieza de Benito Mussolini, Hundert Tage. Entre los años 1934 y 1945 Minetti actuó en 17 películas, Entre ellas Henker, Frauen und Soldaten (1935), Am seidenen Faden (1938), Robert Koch, der Bekämpfer des Todes (1939), Das unsterbliche Herz (1939), el film de propaganda Die Rothschilds (1940) y la película de Leni Riefenstahl Tiefland, realizada entre 1940 y 1944 y estrenada en 1954.
Durante la posguerra fue atacado, al igual que Gustaf Gründgens, como simpatizante y beneficiario del régimen nazi, acusándole de hacer carrera gracias a Hitler y Goebbels. Sin embargo, pronto volvió a los compromisos teatrales, volviendo a actuar en provincias. Primero obtuvo papeles en su ciudad natal, Kiel, actuando después en Hamburgo (donde actuó en el estreno del drama de Hans Henny Jahnn Armut, Reichtum, Mensch und Tier), Fráncfort del Meno, en Düsseldorf y, finalmente, en el Teatro Schiller de Berlín.
Minetti llegó a ser uno de los grandes actores teatrales alemanes. En los años 1970 interpretó los papeles principales en los estrenos mundiales de obras de Thomas Bernhard, consiguiendo así popularizar al dramaturgo austriaco. El escritor llegó a escribir una pieza dedicada al actor, titulada Minetti. El director en las piezas de Bernhard fue Claus Peymann, que las representó en Stuttgart y en el Schauspielhaus de Bochum.
En la producción radiofónica Der Hobbit emitida por Westdeutscher Rundfunk en 1980, Minetti se hizo cargo del personaje Gandalf.

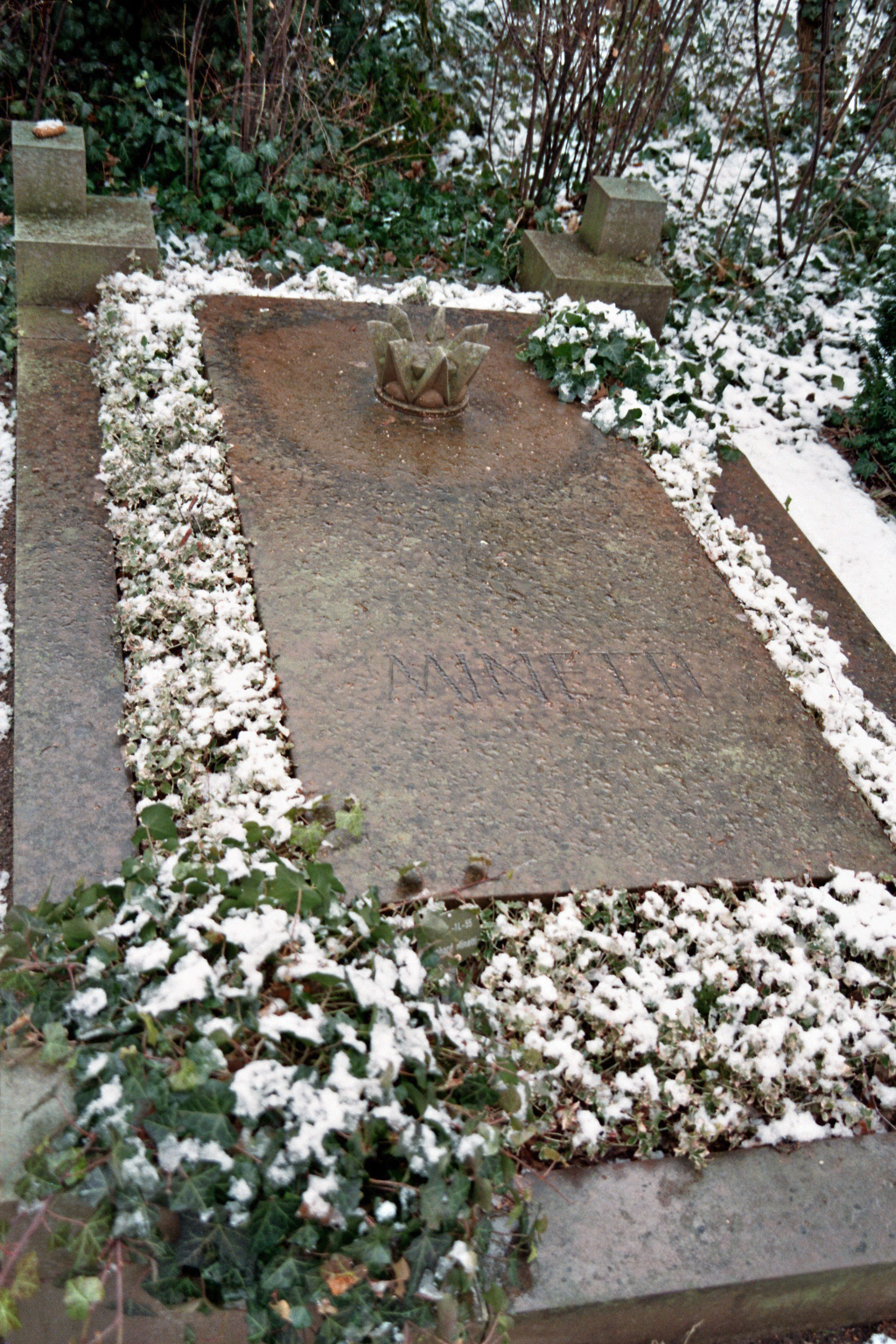
Tumba de Bernhard Minetti en el Cementerio Dorotheenstädt de Berlín

Minetti fue durante décadas miembro del conjunto teatral Staatliche Schauspielbühnen Berlin. Su último hogar artístico fue la Berliner Ensemble. Allí, su último papel de relevancia fue el del maestro de Arturo Ui en la puesta en escena que Heiner Müller llevó a cabo de la obra de Bertolt Brecht La resistible ascensión de Arturo Ui. A su muerte fue sustituido por Marianne Hoppe, y posteriormente por Michael Gwisdek.
Bernhard Minetti fue el padre del actor Hans-Peter Minetti (1926–2006) y de Jennifer Minetti (1940–2011), así como abuelo del también actor Daniel Minetti. Su segunda esposa fue Elisabeth Minetti (1917–2003).
En 1964 Minetti fue galardonado con el Kultur- und Wissenschaftspreis de la ciudad de Kiel. En 1973 recibió el Berliner Kunstpreis, en 1974 el Deutscher Kritikerpreis, y en 1994 el Theaterpreis Berlin. Sus archivos se conservan en la Academia de las Artes de Berlín.
Bernhard Minetti falleció en Berlín en el año 1998. Fue enterrado en el Cementerio Dorotheenstädt de Berlín.

## Teatro (selección)
- 1930-1931 : Götz von Berlichingen, de Johann Wolfgang von Goethe – Preußisches Staatstheater Berlin
- 1930-1931 : Tartufo, de Molière – Preußisches Staatstheater Berlin
- 1931-1932 : Los bandidos, de Friedrich Schiller – Preußisches Staatstheater Berlin
- 1932-1933 : Fausto – Preußisches Staatstheater Berlin
- 1934-1935 : El rey Lear, de William Shakespeare – Preußisches Staatstheater Berlin
- 1935-1936 : Fausto I, de Goethe – Preußisches Staatstheater Berlin
- 1936-1937 :Ricardo III, de Shakespeare – Preußisches Staatstheater Berlin
- 1937-1938 : Emilia Galotti, de Gotthold Ephraim Lessing – Preußisches Staatstheater Berlin
- 1939-1940 : Dantons Tod, de Georg Büchner – Preußisches Staatstheater Berlin
- 1939-1940 : Medida por medida, de Shakespeare – Preußisches Staatstheater Berlin
- 1940-1941 : Julio César, de Shakespeare – Preußisches Staatstheater Berlin
- 1947-1948 : Des Teufels General, de Carl Zuckmayer – Deutsches Schauspielhaus de Hamburgo
- 1951-1952 : El misántropo, de Molière – Städtische Bühnen Frankfurt
- 1957 : Die Bürgschaft, de Kurt Weill – Städtische Oper Berlin
- 1957-1958 : Die Riesen vom Berge, de Luigi Pirandello – Düsseldorfer Schauspielhaus
- 1959-1960 : Totentanz, de August Strindberg – Schauspiel Köln
- 1960-1961 : Wallenstein-Trilogie, de Schiller – Schauspiel Köln
- 1964-1965 : Esperando a Godot, de Samuel Beckett – Teatro Schiller de Berlín
- 1972-1973 : Prinz Friedrich von Homburg, de Heinrich von Kleist – Teatro Schiller de Berlín
- 1972-1973 : La última cinta, de Samuel Beckett – Theater am Goetheplatz de Bremen
- 1973-1974 : Die Macht der Gewohnheit, de Thomas Bernhard – Festival de Salzburgo
- 1976-1977 : Minetti, de Thomas Bernhard – Württembergisches Staatstheater de Stuttgart
- 1977-1978 : La tempestad, de Shakespeare – Teatro Schiller de Berlín
- 1979-1980 : El cántaro roto, de Kleist – Teatro Schiller de Berlín
- 1980-1981 : Der Weltverbesserer, de Thomas Bernhard – Schauspielhaus de Bochum
- 1981-1982 : Fausto, de Goethe – Freie Volksbühne Berlin
- 1982-1983 : Hamlet, de Shakespeare – Schaubühne am Lehniner Platz
- 1983-1984 : Der Schein trügt, de Thomas Bernhard – Schauspielhaus Bochum
- 1984-1985 : El rey Lear, de Shakespeare – Schaubühne am Lehniner Platz

## Filmografía (selección)
- 1931 : Berlin – Alexanderplatz
- 1935 : Glückspilze
- 1935 : Mein Leben für Maria Isabell
- 1935 : Das Mädchen Johanna
- 1935 : Henker, Frauen und Soldaten
- 1936 : Der Kaiser von Kalifornien
- 1937 : Alarm in Peking
- 1937 : Ein Volksfeind
- 1938 : Geheimzeichen LB 17
- 1938 : Am seidenen Faden
- 1938 : Das unsterbliche Herz
- 1939 : Die Frau ohne Vergangenheit
- 1939 : Robert Koch, der Bekämpfer des Todes
- 1939 : Der ewige Quell
- 1940 : Die Rothschilds
- 1940 : Friedrich Schiller – Der Triumph eines Genies
- 1940–1944 : Tiefland
- 1965 : Es
- 1969 : Wir – zwei
- 1977 : Die linkshändige Frau
- 1987 : Francesca